# Battaglia delle Chiuse (773)
La battaglia delle Chiuse si svolse durante la discesa di Carlo Magno in Italia (773) e vide contrapporsi lo stesso Carlo e il principe longobardo Adelchi presso le chiuse longobarde della Val di Susa.

## Antefatto
Longobardi e Franchi avevano stretto un'alleanza siglata dal matrimonio di due figlie di Desiderio e Ansa, Desiderata e Gerberga, con i figli del re franco Pipino il Breve, Carlo e Carlomanno, che allora regnavano insieme sui Franchi.
Nel 771 con la morte di Carlomanno, Carlo rimase l'unico re dei Franchi e ripudiò Desiderata. Ciò segnò l'inizio di una rottura dell'alleanza franco-longobarda.
Desiderio intanto aveva invaso Otricoli e papa Adriano I, sentendosi minacciato dal re longobardo, chiese aiuto ai Franchi. La fuga di Gerberga (moglie di Carlomanno) con i figli (possibili pretendenti al trono franco) convinse Carlo a scendere in Italia.

## La battaglia
Carlo divise il suo esercito in due tronconi: il primo, guidato direttamente da lui, avrebbe seguito la strada tradizionale verso Pavia attraverso il colle Moncenisio, mentre l'altro, guidato dallo zio Bernardo, avrebbe attraversato la Val d'Aosta.
Desiderio pianificò di fermare l'avanzata dei Franchi alle chiuse (delle fortificazioni nella bassa Val di Susa), lasciando il comando al figlio Adelchi. Tuttavia, per ragioni ancora da appurare, Carlo riuscì ad aggirare le fortificazioni e ciò portò alla conquista di Pavia, allora capitale longobarda, e alla caduta del regno.
Come recentemente osservato, il rapido successo franco fu facilitato anche dalle divisioni che erano sorte tra i Longobardi, tanto che l'esercito schierato da Desiderio era formato solo da contingenti giunti dall'Italia nord-occidentale, dall'Emilia e dai ducati di Tuscia e di Spoleto, mentre i ducati di Benevento, Vicenza, Treviso e quello del Friuli non inviarono armati al sovrano.

## Conseguenze
Dopo aver attraversato le chiuse, Carlo si ricongiunse con lo zio Bernardo presso Pavia, e dopo circa 9 mesi d'assedio la città si arrese ai Franchi. Ciò decretò la dissoluzione del regno longobardo e Carlo Magno si fece incoronare re dei Franchi e dei Longobardi.
Durante l'assedio aveva catturato anche Verona, dove si erano rifugiati Adelchi, Gerberga e i suoi figli. L'erede al trono longobardo fuggì a Costantinopoli, mentre Gerberga e i figli furono catturati da Carlo Magno.
Dopo la caduta di Pavia rimasero i principali ducati longobardi (Spoleto e Benevento). A Spoleto, dopo la morte del duca Teodicio, il papa nominò Ildeprando (sancendo la sua superiorità nel governo del ducato). A Benevento rimase in carica il principe Arechi II, che si autoproclamò erede della cultura e delle tradizioni longobarde, tuttavia dovette inviare ad Aquisgrana come ostaggio suo figlio ed erede Grimoaldo III.